# リパロセラス
リパロセラス（学名：Liparoceras）は、前期ジュラ紀に生息していた絶滅したアンモナイトの属。ライアス層群下部の堆積物で発見された。属名は「太った頭」を意味し、これは幅広い殻に由来する。腹部は幅広く細かい肋があり、竜骨はなく、各渦には2列の結節がある。

## 概要
アルゼンチン、ヨーロッパ、ブリティッシュコロンビア、北アフリカのジュラ紀の堆積物から発見された。